# Marcelo Alfonso Díaz
Marcelo Alfonso Díaz Rojas (Santiago del Cile, 30 dicembre 1986) è un calciatore cileno, centrocampista dell'Universidad de Chile e della nazionale cilena.

## Carriera

### Club
Comincia la sua carriera nella Universidad de Chile di Santiago. Nel 2010 si trasferisce per un anno in prestito al Deportes La Serena, per poi ritornare alla società di appartenenza nella stagione successiva. Nel 2012 il Basilea ufficializza il trasferimento a titolo definitivo del giocatore dall'Universidad de Chile per 3,4 milioni di euro, offrendo a Díaz un contratto quadriennale.
Dopo 3 anni nel 2015 si trasferisce in Germania all'Amburgo per 2 milioni di €, dove segnerà il suo unico gol con il provvisorio 1-1 al 91' minuto della finale di ritorno dei playout contro il Karlsruher SC, partita che verrà vinta dalla squadra di Díaz ai tempi supplementari e che consentirà quindi all'Amburgo di mantenere la categoria. A gennaio del 2016, dato lo scarso minutaggio ottenuto tra le file dell'Amburgo, si trasferisce al Celta Vigo, che lo acquista per 1,8 milioni di €, offrendogli un contratto triennale.

### Nazionale
Nel 2011 esordisce nella nazionale Cilena, squadra in cui sinora ha collezionato 52 presenze e 1 goal. È stato convocato per la Copa America 2015, dove ha giocato da titolare tutte le partite. Viene convocato per la Copa América Centenario negli Stati Uniti, dove assurge agli onori della cronaca soprattutto per essere stato espulso per doppia ammonizione al 28' del 1º tempo in finale contro l'Argentina.

## Statistiche

### Presenze e reti nei club
Statistiche aggiornate al 30 giugno 2017.
| Stagione              | Squadra               | Campionato            | Campionato | Campionato | Coppe nazionali | Coppe nazionali | Coppe nazionali | Coppe continentali | Coppe continentali | Coppe continentali | Altre coppe | Altre coppe | Altre coppe | Totale | Totale |
| Stagione              | Squadra               | Comp                  | Pres       | Reti       | Comp            | Pres            | Reti            | Comp               | Pres               | Reti               | Comp        | Pres        | Reti        | Pres   | Reti   |
| --------------------- | --------------------- | --------------------- | ---------- | ---------- | --------------- | --------------- | --------------- | ------------------ | ------------------ | ------------------ | ----------- | ----------- | ----------- | ------ | ------ |
| 2012-2013             | Basilea               | SL                    | 26         | 4          | CS              | 5               | 1               | UCL+UEL            | 6+11               | 1+1                | -           | -           | -           | 48     | 7      |
| 2013-2014             | Basilea               | SL                    | 19         | 2          | CS              | 3               | 1               | UCL+UEL            | 8+3                | 2+0                | -           | -           | -           | 33     | 5      |
| 2014-gen. 2015        | Basilea               | SL                    | 13         | 1          | CS              | 2               | 0               | UCL                | 3                  | 0                  | -           | -           | -           | 18     | 1      |
| Totale Basilea        | Totale Basilea        | Totale Basilea        | 58         | 7          |                 | 10              | 2               |                    | 31                 | 4                  |             | -           | -           | 99     | 13     |
| gen.-giu. 2015        | Amburgo               | BL                    | 6+2        | 0+1        | CG              | -               | -               | -                  | -                  | -                  | -           | -           | -           | 8      | 1      |
| 2015-gen. 2016        | Amburgo               | BL                    | 11         | 0          | CG              | 1               | 0               | -                  | -                  | -                  | -           | -           | -           | 12     | 0      |
| Totale Amburgo        | Totale Amburgo        | Totale Amburgo        | 17+2       | 0+1        |                 | 1               | 0               |                    | -                  | -                  |             | -           | -           | 20     | 1      |
| gen.-giu. 2016        | Celta Vigo            | PD                    | 14         | 0          | CR              | 2               | 0               | -                  | -                  | -                  | -           | -           | -           | 16     | 0      |
| 2016-2017             | Celta Vigo            | PD                    | 26         | 1          | CR              | 8               | 1               | UEL                | 5                  | 0                  | -           | -           | -           | 39     | 2      |
| Totale Celta Vigo     | Totale Celta Vigo     | Totale Celta Vigo     | 40         | 1          |                 | 10              | 1               |                    | 5                  | 0                  |             | -           | -           | 55     | 2      |
| 2017-2018             | Pumas UNAM            | LMX                   | 30         | 3          | CM              | 1               | 0               | -                  | -                  | -                  | -           | -           | -           | 31     | 3      |
| ago. 2018             | Pumas UNAM            | LMX                   | 1          | 0          | CM              | 1               | 1               | -                  | -                  | -                  | -           | -           | -           | 2      | 1      |
| Totale Pumas U.N.A.M. | Totale Pumas U.N.A.M. | Totale Pumas U.N.A.M. | 31         | 3          |                 | 2               | 1               |                    | -                  | -                  |             | -           | -           | 33     | 4      |
| Totale carriera       | Totale carriera       | Totale carriera       | 148        | 12         |                 | 23              | 4               |                    | 36                 | 4                  |             | -           | -           | 207    | 20     |

## Palmarès

### Club

#### Competizioni nazionali
- Campionato svizzero: 2

Basilea: 2012-2013, 2013-2014
- Campionato argentino: 1

Racing Club: 2018-2019
- Trofeo de Campeones de la Superliga Argentina: 1

Racing Club: 2019
- Copa Chile: 1

Universidad de Chile: 2024

#### Competizioni internazionali
- Copa Sudamericana: 1

Universidad de Chile: 2011

### Nazionale
- Coppa America: 2

Cile 2015, USA 2016